# Snowballing

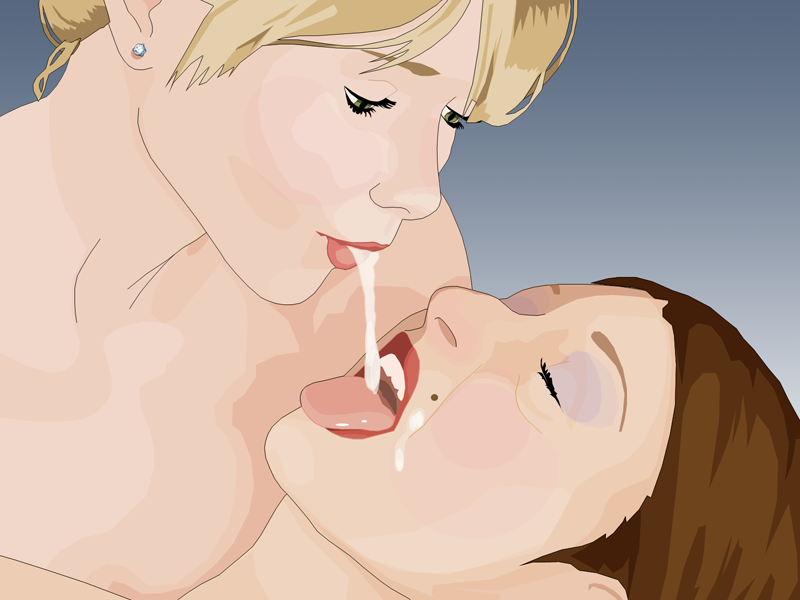
Zwei Frauen beim Snowballing

Snowballing, Cum Swapping oder kürzer Cumswap ist eine Sexualpraktik, bei der während des Oralverkehrs Sperma im Mund gesammelt wird, um es zum Beispiel im Rahmen eines Zungenkusses einer anderen Person zu übergeben. In der Pornoindustrie wird diese Praktik häufig in den sogenannten Money shot, also den Abschluss einer Sexszene, integriert. Hierbei kann der Samen von der Partnerin in den Mund des Mannes gegeben oder zwischen zwei Männern bzw. zwei Frauen ausgetauscht werden.
Da man beim Snowballing direkt mit Sperma in Schleimhautkontakt oder kleineren Wunden im Mund kommt, ist es keine Form des Safer Sex. Deshalb besteht ein Übertragungsrisiko für sexuell übertragbare Erkrankungen wie beispielsweise Gonorrhoe, Syphilis oder HIV. Hier sollte deshalb besonders auf die medizinischen Risiken des Oralverkehr geachtet werden.

## Popkultur
In Kevin Smiths  Film Clerks – Die Ladenhüter wird diese Sexualpraktik ausführlich von den Protagonisten diskutiert.